# Andreas Rasmussen
Andreas Engelbert Rasmussen (Aalborg, 15 marzo 1893 – Aalborg, 23 febbraio 1967) è stato un hockeista su prato danese.

## Palmarès

### Olimpiadi
- 1 medaglia:
  - 1 argento (Anversa 1920)